# Sarojini Sahoo
Sarojini Sahoo (Orissa, 1956) é uma escritora feminista indiana que recebeu o Prêmio da Orissa Sahitya Academy Award  em 1993, o Prêmio Jhankar Award  em 1992, o Prêmio da Feira de Livros de Bhubaneswar e o Prêmio Prajatantra. 

## Biografia
Nascida na pequena cidade de Dhenkanal em Orissa  (Índia), Sarojini tem Mestrado e Doutorado em Literatura Oriya  e Bacharelado em Direito pela Universidade Utkal. Atualmente, ensina em uma faculdade em Belpahar, Jharsuguda, Orissa. Ela é a segunda filha de Ishwar Chandra Sahoo (falecido ) e de Nalini Devi (falecida) e é casada com Jagadish Mohanty, um veterano escritor de Orissa, tendo um filho e uma filha .
Os contos mais recentes foram traduzidos de Oriya Oriya  para o  Inglês]] e publicados pela editora Grassroots (Calcutá).

## Contos
Publicou dez  antologias de contos, em Oriya, a saber:
- Sukhara Muhanmuhin  (1981)
- NijaGahirareNije (1989)
- Amrutara Pratikshare (1992)
- Chowkath (1994)
- Tarali Jauthiba Durga (1995)
- Deshantari (1999)
- Dukha Apramita (2006)
- Sarojini Sahoo short stories (2006) (ISBN 81-89040-26-X)[3]
- Waiting for Manna (2008)(ISBN : 978-81-906956-0-2)
- Srujani Sarojini (2008)